# Rito bracarense
O rito bracarense consiste num antigo mas não extinto rito litúrgico latino, ou seja, um rito litúrgico ocidental da Igreja Católica. Este rito é utilizado principalmente pela Arquidiocese de Braga em Portugal, daí o nome do rito.
O rito bracarense é semelhante ao romano. Durante a reforma litúrgica tridentina, Braga pôde manter os seus livros e ritos litúrgicos, por terem mais de duzentos anos, conforme garantiu a bula Quo Primum Tempore, de São Pio V, datada de 14 de julho de 1570.
Há uma primeira tentativa reformadora do Rito Bracarense foi empreendida pelo arcebispo primaz Manuel Baptista da Cunha, a partir de 1904, o qual conseguiu, entre 1906-1909 a aprovação do Kalendarium e dos Ofícios próprios da sua Arquidiocese de Braga. 
Pelo cuidado que teve nisso o Arcebispo D. Frei Bartolomeu dos Mártires; depois de alguns conflitos resultantes da tentativa de introduzir o rito romano, o bracarense foi restaurado pelo Sínodo de 1918: os novos breviário e missal, aprovados por bulas de 1919 e 1924 respectivamente, tomaram-se obrigatórios em toda a Arquidiocese em 1924.
O rito bracarense permanece válido, mesmo depois da reforma litúrgica do Concílio Vaticano II, mas o seu uso tomou-se facultativo, aquando desta última reforma, em 18 de Novembro de 1971.